# NGC 5211
NGC 5211 é uma galáxia espiral barrada (SBab) localizada na direcção da constelação de Virgo. Possui uma declinação de -01° 02' 09" e uma ascensão recta de 13 horas, 33 minutos e 05,3 segundos.
A galáxia NGC 5211 foi descoberta em 14 de Abril de 1828 por John Herschel.